# Daniele Amati
Daniele Amati (* 11. August 1931 in Rom) ist ein italienischer theoretischer Teilchenphysiker.

## Leben
Amati machte 1952 an der Universität Buenos Aires sein Physik-Diplom. Von 1954 bis 1959 war er Assistent an der Universität Rom. Danach war er in der Theorie-Abteilung des CERN und zeitweise 1973 bis 1975 deren Direktor. Seit 1986 war er Professor und bis 2001 Direktor an der Scuola Internazionale Superiore di Studi Avanzati (SISSA), die sich nicht nur mit Physik, sondern auch mit Kognitionswissenschaften und Biologie beschäftigt, und nahe dem International Centre for Theoretical Physics (ICTP) bei Triest gelegen ist. Dort wird das von Amati gegründete elektronische Journal of High Energy Physics herausgegeben. Anfang bis Mitte der 1970er Jahre machte Amati die Theorie-Gruppe am CERN zu einem Zentrum der Entwicklung der frühen Stringtheorie, die als Duales Resonanzmodell von Gabriele Veneziano 1968 am CERN entstand. Mit Alessandrini und Claud Lovelace bestimmte er schon um 1970 die Multiloop-Amplituden des bosonischen String.
1957 heiratete er die Psychoanalytikerin Silvia Amati Sas, die ihm nach Italien folgte.

## Schriften
- mit John Ellis: Quantum Reflections, Cambridge University Press, New York 2000, ISBN 0-521630088.